# Lirio Abbate

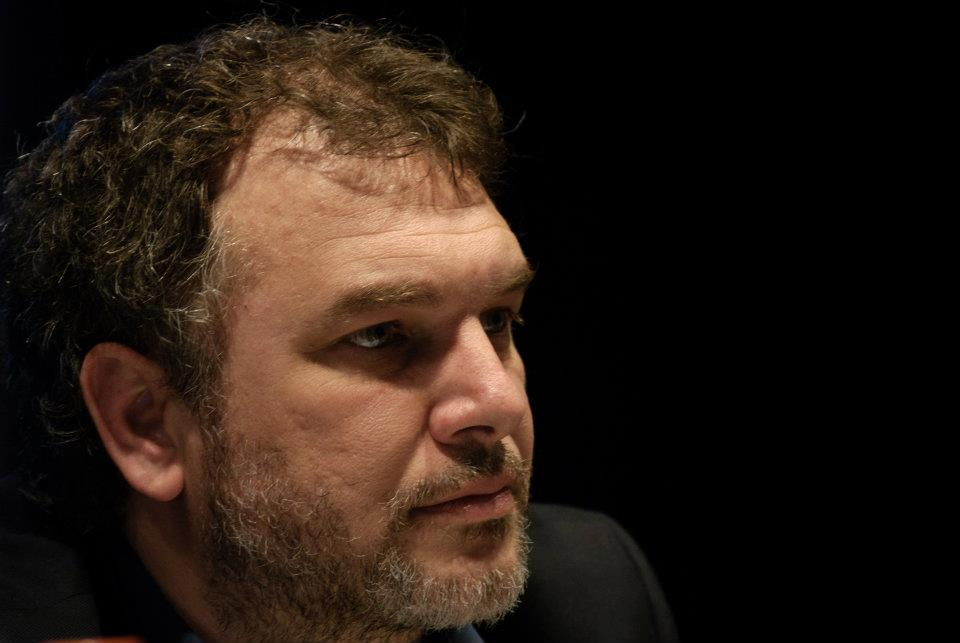
Lirio Abbate (2011)

Lirio Abbate (geboren 26. Februar 1971 in Castelbuono, Italien) ist ein italienischer Journalist des italienischen Magazins L'espresso. Davor war er Korrespondent in Sizilien für die Nachrichtenagentur ANSA und die Zeitung La Stampa.

## Leben
Lirio Abbate wurde in Castelbuono in der Provinz Palermo geboren und begann seine journalistische Karriere 1990 beim Giornale di Sicilia, bis er 1997 zu ANSA wechselte. 1998 fing er darüber hinaus an, für La Stampa zu arbeiten. 2003 wurde er von der Unione Nazionale Cronisti (Unci) zum Journalisten des Jahres gewählt. Er berichtete über die Mafia und illegale Einwanderung an der sizilianischen Küste. Er war der einzige Journalist im April 2006 bei der Verhaftung des „Bosses der Bosse“ der Cosa Nostra,  Bernardo Provenzano, der nach 43 Jahren auf der Flucht gefasst wurde.
Abbate verärgerte die Mafia mit seinem 2007 mit Peter Gomez veröffentlichten Buch I Complici (Die Komplizen), in dem er Verbindungen von Politikern zu Bernardo Provenzano nachging. In Abhörprotokollen der Polizei war zu hören, wie darüber gesprochen wurde, Abbate zum Schweigen zu bringen, so dass er und seine Frau Polizeischutz erhielten.
In der Nacht zum 2. September 2007 überraschten seine Leibwächter zwei Männer dabei, wie sie eine selbstgebaute Bombe unter seinem Auto anbrachten. Dieser Mordversuch war einige Tage, nachdem Abbate nach Palermo zurückgekehrt war und bereits mehrere Monate in Folge seiner Buchveröffentlichung bedroht wurde.
Mafia-Boss Leoluca Bagarella bedrohte ihn öffentlich während einer Gerichtsverhandlung im Oktober 2007. „Ich bin besorgter seit dieser Sache,“ sagte Abbate. „Bagarella schickte seinen Komplizen eine Nachricht, indem er meinen Namen bei der öffentlichen Verhandlung nannte. Seit 1995 sitzt er im Gefängnis und seitdem ich für eine Nachrichtenagentur arbeite, sind meine Artikel nicht namentlich gekennzeichnet. Wie konnte er wissen, dass ich es war, der bestimmte Artikel geschrieben hat?“
Trotz der Drohungen und dem Polizeischutz hat Abbate Palermo nicht verlassen. „Wäre ich gegangen, nachdem sie eine Bombe unter mein Auto deponiert hatten, hätte ich ein schlechtes Beispiel für die anderen Sizilianer abgegeben,“ sagte er. „So zeigte ich, dass ich keine Angst habe, dass der Staat mich beschützt und ich weitermachen werde.“ 2009 verließ Abbate Palermo schließlich, um in Rom zu arbeiten.
Zum internationalen Tag der Pressefreiheit am 3. Mai 2014 wurde er von Reporter ohne Grenzen mit dem Preis „Helden der Informationsfreiheit“ gewürdigt.

## Werke
- Nostra mafia dei monti - dal processo alle cosche delle Madonie al caso Contrada, Spoleto: Dharba Editore 1993
- La storia del giro podistico di Castelbuono - La corsa su strada più antica d'Italia, Palermo: Promos Editore, 1994
- La mafia che ho conosciuto, Edizioni Espero 1996
- I complici. Tutti gli uomini di Bernardo Provenzano da Corleone al Parlamento (mit Peter Gomez), Rom: Fazi Editore 2007, ISBN 978-88-8112-786-3